# آروانای نقره‌ای
آروانای نقره‌ای (نام علمی: Osteoglossum bicirrhosum) نام یک گونه از تیره آروانا است.